# Luis Padilla Castellanos
Luis Fernando Padilla Castellanos (Trujillo, Colón, 25 de marzo de 1980) es un abogado, exfiscal y actual magistrado de la Sala de lo Constitucional de la Corte Suprema de Justicia hondureña. Anteriormente desarrolló una carrera como fiscal del Ministerio Público, entre 2004 y 2017. 